# Победа (Добричская область)
Победа (болг. Победа) — село в Болгарии. Находится в Добричской области, входит в общину Добричка. Население составляет 957 человек.

## Политическая ситуация
В местном кметстве Победа, в состав которого входит Победа, должность кмета (старосты) исполняет Стоё Господинов Стоев (Болгарская социалистическая партия (БСП)) по результатам выборов правления кметства.
Кмет (мэр) общины Добричка — Петко Йорданов Петков (Болгарская социалистическая партия (БСП)) по результатам выборов в правление общины.